# Schlemm (Roman)
Schlemm ist ein auf wahren Begebenheiten beruhender Roman des Schweizer Autors und Journalisten Nicola Bardola. Der Protagonist Luca sucht nach den Beweggründen für das selbstbestimmte Lebensende seiner Eltern. Schlemm erschien erstmals 2005 im A1 Verlag. 

## Titel
Der Duden, Deutsches Universalwörterbuch definiert: „Schlemm, der; -s, -e [engl. slam, eigtl. = Knall, Schlag] (Bridge): gewonnenes Spiel, bei dem man 12 od. alle 13 Stiche bekommt.“ Der Romantitel nimmt Bezug auf die Figur Paul Salamun, ein 75-jähriger Bridgemeister und Mathematiker, der an Krebs erkrankt ist. Salamun überträgt den Begriff vom Kartenspiel auf das Leben. Mit dem selbstbestimmten Tod plant Salamun das Spiel seines Lebens zu gewinnen. Vor der Veröffentlichung diskutierten Verlag und Autor, ob der Titel Der größtmögliche Beweis für Liebe passender wäre.

## Inhalt
Das Ehepaar Paul und Franca Salamun weiht zunächst nur die Söhne und deren Frauen in die Pläne für einen selbstbestimmten Tod ein. Sohn Luca – selbst Vater eines Kindes – spürt der Vergangenheit nach und versetzt sich in die Lage des Vaters, eines Bridgemeisters und Mathematikers, der mit 75 Jahren nach einem Krebsbefund beschlossen hat, sich nicht operieren zu lassen. Luca versucht, auch seine Mutter zu verstehen, die ein Geheimnis in sich trägt, das sie nicht preisgeben will. Welche Gedanken gehen dem frei gewählten Doppel-Tod voraus? Wie reagieren die Hinterbliebenen? Der Vater Paul Salamun lässt im winterlichen Engadin während der letzten Wanderung mit seiner Frau Franca sein Leben Revue passieren.

## Diskussion
Schlemm fand in den Medien große Beachtung. Bardola trat in zahlreichen Talkshows auf, u. a. bei Johannes B. Kerner, Wieland Backes. und Markus Lanz. Auch von akademischer, kirchlicher und medizinischer Seite bestand Interesse. Der ethisch-moralische Aspekt stand oft im Vordergrund. In der Sendung „Feature am Sonntag“ in SWR 2 „Ich will nicht leben ohne dich. Doppelsuizide in Fiktion und Wirklichkeit“ wurde Schlemm mit den Aussagen des Philosophen André Gorz verglichen. Bardola beteiligte sich an zahlreichen Podiumsgesprächen und veröffentlichte Aufsätze und Vorträge zum Thema. Der SWR drehte einen für den Preis Literavision nominierten Film am Schauplatz des Romans in Sent im Unterengadin. 

## Rezeption
Die Literaturkritik reagierte positiv. Die Neue Zürcher Zeitung schrieb: „Das Erschütternde an diesem ungewöhnlichen Buch ist nicht allein die Thematik des selbstbestimmten Todes. Was dem Roman ‚Schlemm‘ von Nicola Bardola eine neue, beunruhigende Brisanz gibt, ist das seelische Unterfutter etwas abseits des Plots.“ Der biografische Aspekt wurde oft betont, aber auch der literarische Ausdruck wurde beachtet: „Fakt ist: Alle sterben irgendwann. Aber man stirbt auf jeden Fall nicht dumm, wenn man ‚Schlemm‘ gelesen hat – und sich danach vielleicht im Fall der Fälle zum unterstützten Freitod entschließt. Und: Es dürfte schwer sein, ‚Schlemm‘, in seiner sprachlichen Schönheit und inhaltlichen Qualität zu übertreffen“. Andere Rezensenten betonten die Konfliktdarstellung.

## Stil
Die Sprache wirkte auf die Literaturkritik verschieden. Die Taschenbuchausgabe (Heyne, 2007) erschien mit 32 Seiten Hintergrundmaterial. Darin werden zahlreiche Buchbesprechungen genannt, deren Urteile über die Sprache variieren. Die Bandbreite reicht von „feinfühlig“ und „poetisch“ bis zu „authentisch“ und „fast klinisch kühl“ in literaturkritik.de.

## Zitat
„Menschen, die in Deutschland anderen Menschen beim Suizid helfen, machen sich strafbar. ‚Unterlassene Hilfeleistung‘ lautet die Anklage. Zudem bekommt man in Deutschland nicht das Medikament, ein starkes Schmerz- und Schlafmittel. Vor allem die Kirchen und die Ärzteschaft sorgen in Deutschland dafür, dass sich daran seit Jahrzehnten nichts ändert. Deshalb bleibt es bei der Sterbe-Emigration ins Ausland. Der ethisch-moralische Umgang ist in der Schweiz sehr viel liberaler als in Deutschland.“

## Ausgaben
Schlemm. A1, München 2005, ISBN 3-927743-79-8 / Heyne, München 2007, ISBN 978-3-453-81169-0 / Piper, München 2015, ISBN 978-3-492-98507-9.